# 山田憲
山田 憲（やまだ けん、1983年6月23日 - ）は、東京都出身の元プロ野球選手（内野手）。

## 来歴
東海大浦安高時代、2年時の2000年に遊撃手のレギュラーとして夏の甲子園の準優勝を経験。
2001年のプロ野球ドラフト会議で、日本ハムファイターズから7巡目指名を受け入団するが、1軍出場のないまま2004年のシーズン終了後に戦力外通告を受けた。
2005年からアマ復帰し、この年に創設されたばかりのサウザンリーフ市原に移籍。遊撃手のレギュラーの座をつかみ、チームを牽引した。
2007年秋、BCリーグのトライアウトを受け、群馬ダイヤモンドペガサスへ入団。スタメンを固定させず、その時期で調子の良い選手を使うという秦真司監督の選手起用方針の中でも、シーズンを通して1番・遊撃手のポジションをキープし、群馬の上信越地区優勝の原動力となった。
2008年、BCリーグ首位打者（.384）、後期MVP、ベストナイン（遊撃手）を獲得。この年8月に、群馬の選手として初の月間MVPも受賞している。
2011年12月7日、任意引退となり群馬を退団した。
群馬退団後は群馬県にある関東西濃運輸軟式野球部に入団。群馬代表として出場した高松宮賜杯第57回全日本軟式野球大会1部で優勝した際には優秀選手賞に選出された。

## 人物
日本ハム入団時、当時の監督の大島康徳のイメージを聞かれ「珍プレーを見て、面白い人だなと思ってました」と発言していた。

## 詳細情報

### 年度別打撃成績
- 一軍公式戦出場なし

### 独立リーグでの打撃成績
| 年 度     | 球 団     | 試 合 | 打 数 | 得 点 | 安 打 | 二 塁 打 | 三 塁 打 | 本 塁 打 | 塁 打 | 打 点 | 三 振 | 四 球 | 死 球 | 犠 打 | 犠 飛 | 盗 塁 | 失 策 | 併 殺 打 | 残 塁 | 打 率 | 長 打 率 | 出 塁 率 | O P S |
| --------- | --------- | ----- | ----- | ----- | ----- | -------- | -------- | -------- | ----- | ----- | ----- | ----- | ----- | ----- | ----- | ----- | ----- | -------- | ----- | ----- | -------- | -------- | ----- |
| 2008      | 群馬      | 72    | 279   | 51    | 107   | 27       | 1        | 1        | 139   | 32    | 45    | 36    | 4     | 6     | 3     | 11    | 14    | 1        | 68    | .384  | .498     | .461     | .959  |
| 2009      | 群馬      | 65    | 241   | 40    | 71    | 10       | 2        | 4        | 97    | 34    | 26    | 50    | 0     | 3     | 2     | 15    | 11    | 3        | 63    | .295  | .402     | .416     | .818  |
| 2010      | 群馬      | 71    | 273   | 56    | 83    | 16       | 1        | 3        | 110   | 36    | 33    | 47    | 1     | 7     | 5     | 22    | 14    | 2        | 67    | .304  | .403     | .408     | .811  |
| 2011      | 群馬      | 72    | 275   | 46    | 81    | 12       | 3        | 3        | 126   | 35    | 40    | 45    | 6     | 5     | 1     | 14    | 9     | 5        | 72    | .295  | .458     | .404     | .862  |
| 通算：4年 | 通算：4年 | 280   | 1068  | 193   | 342   | 65       | 7        | 11       | 472   | 137   | 144   | 178   | 11    | 21    | 11    | 62    | 48    | 11       | 270   | .320  | .442     | .419     | .861  |

- 各年度の太字はリーグ最高。

### 背番号
- 65 （2002年 - 2004年）
- 1 （2008年 - 2011年）